# 북송 태조
송 태조 조광윤(宋 太祖 趙匡胤, 927년 3월 21일(음력 2월 16일) ~ 976년 11월 14일(음력 10월 20일))은 중국 5대 10국 시대 후주의 무장이자 북송의 초대 황제(재위： 960년 ~ 976년)이다. 자는 원랑(元朗)이며, 아명은 행해아(香孩兒) 혹은 조구중(趙九重)이다. 절일은 장춘절(長春節)이다.
후주의 세종 시영을 도와 요나라 및 10국 정벌에 출정하였다가 세종 병사 후 공제에게 선양을 받아 즉위하였다. (진교의 변) 그러나 선황실의 후예들을 박해하지 않아 뒤에 주자로부터 그 덕망을 칭송받았다.
송나라 건국 뒤에도 정벌을 단행, 970년경 중국 북방을 거의 통일하였으며, 내정으로는 유교적 문치주의에 의한 중앙집권적 관료제를 확립하였고, 과거제도를 정비하였으며 직접 과거 시험을 주관하여 인재 선발에도 관심을 기울였다. 비록 중국 재통일은 실패하였으나 그는 중국 재통일의 기틀을 마련한 군주로도 기록된다.

## 생애

### 생애 초기
조광윤은 본적이 하북성 탁군(涿郡) 보새현(保塞縣)이다. 부친은 오대 십국때 후당의 금군 장관이었던 조홍은(趙弘殷)이었고, 모친은 두씨(杜氏)이다. 한족이었던 그는 삼국시대 촉한의 유비와 동향이기도 했다. 조홍은과 두태후의 둘째 아들이었던 조광윤에게는 형 조광제, 친동생 조광의와 동생 조광찬, 그리고 이복 동생 조정미가 있었다. 형 조광제(趙光濟)와 막내 동생 조광찬이 요절하면서 그는 사실상 장남의 역할을 대신 수행하게 되었다. 후당(後唐), 후진(後晋), 후한(後漢)의 3조를 섬기던 부친은 그에게 기대를 걸었고, 그는 아버지 조홍은의 기대를 저버리지 않고 군관의 꿈을 키우게 된다. 당나라의 관료 가문이었던 조광윤의 선조는 증조부부터 이같은 제위 찬탈을 노리는 군벌 아래에서 군관으로 공로를 쌓아왔고 그의 아버지는 956년 사망할 당시에 상당한 고위직 군관이었다.
아버지 조홍은은 후당의 근위대장을 지내기도 하였다. 조광윤의 어머니 두씨는 고관의 아내였음에도 사치하지 않고 겸손하였다. 어머니 두씨의 성실성과 지혜와 통찰력은 조광윤에게 큰 영향을 끼쳤는데 961년 두씨가 죽은 뒤 조광윤은 황제라는 지위에 얽매이지 않고, 죽은 어머니를 그리워했다고 한다.
946년 20세에 군문에 입대, 후한(後漢)의 장수였던 추밀사(樞密使) 곽위(郭威)의 막료가 되었다. 조광윤은 처음에 후한의 대장 곽위(郭威)의 휘하에 있으면서 무예를 좋아하여 곽위의 눈에 들었다. 948년 곽위를 따라 전장을 누비며 공을 세웠다. 951년 곽위가 후한을 멸망시키고 칭제, 후주(後周)를 건국하자 그는 곽위를 도왔고 개국공신으로 금군군관(禁軍軍官), 전장금군(典掌禁軍)에 보직되었으며 이후 동방과 서방 원정을 수행하였다.

### 군인 생활과 제위 찬탈의 과정
후주 세종 시영(柴榮)의 부하가 되어 근위군의 장관이 되었다. 이후 시영을 따라 남정에 참여하였으며 양주(揚州) 등지를 공략했다. 후주에서 그는 광국절도사(匡國軍節度使), 전전도지휘사(殿前都指揮使)를 거쳐 검교태위전전도검(檢校太傅殿前都檢), 금군총장령(禁軍總將領)을 역임했다. 시영이 죽자 아들인 시종훈(공제)이 제위를 계승했는데 그의 나이는 7세에 불과했다. 전란의 시대에 어린 군주에게 불안을 느낀 군인들은 자신의 수장인 조광윤이 권력을 쥐는 것을 원했고 마침내 조광윤을 제위에 옹립하는데 이것을 (진교의 변) 이라고 한다.
사건의 경위는 다음과 같다. 960년 초에 북한이 거란과 손잡고 쳐들어왔다. 군사 실력자 조광윤은 이를 막기 위해 북상하기 시작한다. 그런데 카이펑을 떠난 다음날 밤, 진교(카이펑 북방에 있는 소도시)에서 숙영할 때 술이 많이 취해 잠든 그를 동생 조광의가 깨워서 마당으로 끌고 나갔다. 연병장에는 칼을 받쳐든 장교들이 늘어서 있었다. 그들은 조광윤을 보자 마자 외쳤다.
"부디 천자가 되어주십시오."
조광윤이 깨는 순간 순식간에 그의 몸에 천자의 황포가 입혀지고, 만세 (만세는 황제에게만 쓰는 용어이다.) 소리가 울려 퍼지는 가운데 장교들이 조광윤을 부축하여 말에 태웠다. 조광윤은 개봉에 돌아와서 공제로부터 황위를 물려받아 국명을 대송(大宋)이라고 했다. 그리고 수도는 그대로 카이펑으로 정하였다.
이와 같은 내용은 후에 북송이 건국 후, 조광윤의 제위 찬탈을 인의적으로 조작한 것으로 실제로는 조광윤이 무력으로 정권을 빼앗은 찬탈이었다. (그 예로 위에 나온 북한과 요나라의 공격은 당사국인 요나라의 요서에 존재하지도 않고, 한 나라의 총사령관이 출정때 술을 마셨다는 것과 부하들이 당시 황제만 입던 황포를 입혔다고 나온것 자체가 수상하기 짝이 없다.) 준비했던 작전대로 조광윤은 진교에서 회군하여 개봉을 공격했다. 이때 필사적으로 조광윤의 군대를 막았던 금군 총사령관 한통(韓通)이 전사했다. (혹은 조광윤이 자객을 보내 암살했다는 말도 있다.) 그리고 시종훈(공제)를 압박하여 선양이라는 형식적인 절차로 제위를 빼앗았다.
963년 천하통일을 목표로 하여, 출병한다. 976년 오나라와 월나라 그리고 북한의 잔재를 정복하고, 거란족을 만리장성 밖으로 몰아냈으나 통일 전 50세에 급사를 하게 된다. 동생 태종에 살해되었다고 하는 설도 있지만, 두주불사하는 그의 음주 습관 때문에 질환에 의한 급사라고 하는 설도 있다.

### 시대상의 혼란
당시 시대였던 오대십국 시대가 시작된 해는 당나라가 완전히 멸망한 907년이라고 한다. 그러나 실제로는 왕조로써의 당나라는 875년 ~ 884년에 걸쳐 일어난 황소의 난에 의해 멸망한 것이나 다름없고, 그 후 장안(長安)을 중심으로 관중지역을 지배한 일개 지방정권으로 추락하여 주전충(朱全忠)과 이극용(李克用) 등 절도사 세력이 함께 존재하는 난립상태라고 말할 수 있었다.
오대십국의 오대는 후량, 후당, 후진, 후한, 후주를 뜻하며, 십국은 오월, 민, 형남, 초. 오, 남당, 남한, 북한, 전촉, 후촉을 포함한다.

### 제위 찬탈 이후 시씨 가문의 대우
당시 후주의 재상이었던, 범질(范質)과 왕부(王溥)는 조광윤과 협상을 했는데 내용은 공제의 제위를 빼앗는 대신 시씨 가문의 보호였다. 이와 같은 맹약으로 조광윤은 시종훈을 죽이지 않았고, 시종훈의 자손은 남송의 멸망 때까지 두터운 보호를 받았다. 시종훈은 젊은 나이로 병사하고 송태종은 황제의 예로 장례를 치러준다. 태조가 '진교병변' 후에 회군하여 변경 황궁으로 들어왔을 때 어떤 후궁이 어린애를 안고 있는 것을 보고 누구의 아이인지를 묻자 후주 세종의 아들이라 대답했다. 이때 태조는 한 쪽에 서 있던 범질, 조보, 반미(潘美)에게 그들을 어떻게 처리하는 것이 좋을지 물었다. 조보 등은 당연히 제거하여 후환을 없애야 한다고 대답했지만, 태조는 "내가 남의 자리를 차지하면서 그의 자식마저 죽여야 하다니, 나는 차마 그러지 못하겠다."고 하였다. 태조는 그 아이를 반미에게 키우라고 준 후에 이후 그 아이에 대해서 묻지 않았으며, 반미도 태조에게 그 아이 이야기를 한번도 꺼내지 않았다. 그 아이는 성인이 된 후에 이름을 유길(惟吉)이라 하고 송조에서 벼슬이 자사(刺史)에 이르렀다.

### 배주석병권
휘하 장수들과 술을 마시고, 황제로 옹립되었던 송태조는 961년 역으로 금위군(禁衛軍) 장수 석수신(石守信) 등의 휘하 장수들을 초청하여 말술을 먹이고, 병권을 자발적으로 내놓게 하는 배주석병권(杯酒釋兵權)을 단행하였다. 정세가 안정된후 조광윤은 석수신 등 공신들을 초청해 연회를 차렸다. 연회 참석자들이 한창 주흥이 도도해 졌을무렵 조광윤은 갑자기 시종들을 멀리하고 엄숙하게 공신들에게 말하기를 '만일 당신들의 힘이 없었다면 나는 황제로 될 수 없었을 것이오. 그러나 황제가 된 후 나는 매일 편안한 밤을 잘 수가 없었다'고 밝혔다.
이 말은 들은 장교들은 놀라움을 표하면서 "우리가 어찌 감히 황제에게 다른 마음을 가질수 있겠습니까?"라고들 답했다. 조광윤은 이때 "당신들은 비록 황위를 탐내지 않는다고 치더라도 당신들의 수하에 부귀를 꿈꾸는 자들이 있을까 봐 두려운 것이오. 만일 당신들에게 황포를 걸쳐주는 사람들이 있으면 당신들도 거절하기 힘들 것이 아니겠는가 말이오."라고 말했다. 이에 공신들은 다급히 어떻게 하면 황제를 안심하게 할 수 있는가고 조광윤에게 물었다. 조광윤은 크게 한숨을 내쉬면서 "사실 인생에서 가장 중요한 건 재부(財富)라고 보아지오. 당신들은 아예 권리를 내놓고 지방에 내려가 땅을 사고 호화저택 지어놓고 살면서 나와 친척으로 지내는 것이 더 좋을 것 같소"라고 답했다. 장교들은 조광윤의 말 뜻을 완전히 이해할 수가 있었다. 다음날 모든 고급 장교들은 모두 황제에게 사직서를 제출하였고, 조광윤은 바로 그들의 직무를 해임시켰다.
당나라가 멸망하고 오대십국의 혼란이 군벌의 폐해로 일어났다고 생각한 송태조는 휘하의 군벌들에게도 그러한 가능성이 있음을 생각하고 술자리에서 자신의 고민을 토로함으로써 하루 저녁에 군벌들의 세력을 넘겨받아 중앙으로 복속시킨다. 이 사건은 지방 군벌에 의한 군웅할거의 국면을 종식시키는 계기가 된다. 태조는 동일한 수단으로 왕언초(王彦超) 등 여러 명의 절도사들의 병권도 박탈하고, 지방의 행정과 재정을 모두 중앙으로 복속시켰다.

## 북송 황제
즉위 직후 시영의 신하로 자리를 찬탈했다는 비난에 직면하였다. 태조가 말을 타고 출궁하였다가 대계교(大溪橋)에 당도했을 때 갑자기 화살이 하나 날아와서 황룡기(黃龍旗)에 꽂혔다. 금위군이 당황하자 그는 오히려 가슴을 치면서 "내게 활쏘는 법을 가르쳐 줘 고맙구나!"라고 하고는 금위군이 화살 쏜 사람을 잡지 말라 하였다.

### 통일 전쟁
과거제도의 정비와 내치의 안정을 바탕으로 송태조 조광윤은 통일 전쟁을 시행하였다. 963년 중국대륙의 가장 중요한 요지라 할 수 있는 호북성의 형남을 합병했다.
965년에 사천성의 후촉을 병합하고 이땅의 풍부한 물산을 빼앗아 전쟁 비용을 보충한다. 970년경이면 조광윤은 중국의 북부지역을 거의 통일하게 된다. 한편으로 만리장성 안을 넘보던 거란족의 요나라를 정벌하고 후진 때 빼앗겼던 연운 16주를 수복할 계획을 세웠으나 이루지 못하였다. 그리고 971년 광동을 지배하던 남한을 멸망시켰다. 그리고 975년 화남에서 최대세력을 자랑하던 남당을 멸망시키게 되었다. 남은 것은 북쪽의 북한과 남쪽의 오월뿐이었지만 태조는 당돌에서 병사했다.

### 정책
계속된 오대십국의 혼란으로 조광윤은 군벌의 힘을 억제하는 데 많은 노력을 기울였다. 당나라 때부터 전란의 원인이 되고 있었던 절도사의 힘을 조금씩 줄여 단순한 명예직으로 남겨두었다. 조광윤은 많은 대화를 통해 점진적으로 권한을 줄여나갔다. 조광윤의 정치는 만사가 이러한 방법으로 행해졌으며, 혈사를 일으키는 것을 싫어했다.
실력있는 인재를 지역색에 가림없이 널리 구해야 된다는 유학자 출신 조보(趙普)의 충고를 받아들여 인재 채용에 관심을 기울였고, 무인정치를 폐하고 중앙집권적 관료제를 확립시켰다. 이는 일종의 군벌 세력의 성장을 견제하려던 그의 정책적인 측면과도 일부 상통했다. 지방에 파견되던 군사지도자 성격의 절도사(節度使) 지배체제를 폐지하고 중앙에서 절도사를 직접 임명하여 파견하되 절도사에게 부여되던 재량권(행정, 사법, 군사권)을 대폭 축소시키고 중앙정부에 보고하도록 하였다. 또한 지방관 역시 중앙에서 직접 파견하게 하여 행정적 측면에서도 중앙집권화를 꾀하였다. 지방의 주와 군의 관리들의 재량권을 대폭 축소, 지방의 군권, 재정권, 사법권을 조정에 귀속시키고 중앙에 민정·병정·재정의 3권을 집중하고 금군을 강화하여 황제의 권한을 향상시켰다. 군권을 중앙에 귀속, 집중시키고도 군대 이동이 빈번하고 지방에 파견된 절도사와 군사 지휘관들이 독자세력을 형성하는 것을 경계하여 이들의 세력을 약화시키는데 노력했는데 이는 송나라 군대의 전투력이 크게 약화시키는 결과를 초래하였다.
과거제도를 개선하여 전시(殿試)를 행하고, 무인보다 문인이 상위에 서는 문치주의를 확립했다. 과거시험이 실질적으로 관료선발 제도로 제 기능을 한 것은 송나라 때부터라고 한다. 흔히 조광윤이 폈던 문민통제 정책이 송나라 군대의 전투력을 약화시킨 것으로 알려져 있지만 실상은 그렇지 않다. 남송은 최전성기의 몽골 정예 기병을 상대로 가장 오랫동안 항전한 나라이다.
그는 관료들에게 독서를 권고하였는데 송나라시기 지식인에 대해 중시하고 우대해 주었기에 책을 읽는 풍토를 자연스럽게 조성하고 자신도 독서와 강독에 최대한 참여하려 노력했다. 관료 선발에도 직접 관심을 갖고 지도하였는데, 문관 등용에서 신분의 따지지 않고 평등한 과거 경쟁을 통해 문관들을 대거 발탁했다. 지방통치를 위해 전국에 파견되는 관료의 채용을 위한 과거제도를 정비하고, 황제가 형식적으로 주관하거나 보고를 받던 이전의 황제들과는 달리 황제가 직접 과거시험을 실시, 주관하는 전시(殿試)와 어시(御試) 횟수를 늘렸다.
수리건설 사업을 추진하고 황무지를 개간하여 농토로 조성하거나 나무를 싶어 숲을 만드는 것을 장려하기도 했다. 대부분의 개국황제들이 후환을 없애기 위해, 이전 군주들을 죽인 것에 반해 조광윤은 후주의 시씨를 시작으로 항복한 나라들의 군주들을 살리고, (물론 시씨 같은 경우는 위에 나온 협약 때문이었고, 점령한 나라들의 반발의 우려 때문이었다.) 귀족으로서의 지위도 보장하였다. 이러한 개혁을 실행함에 있어 점차적으로 새로 선발하여 뽑아들인 관료로 구 귀족 및 지방 호족세력을 억제하되, 서서히 점진적으로 시행하여 반발을 최소화시키기도 하였다. 송태조 조광윤은 중국 역대 황제 중 가장 높은 평가를 받고, 명군 중의 명군이라는 평가를 받는 황제이다.

### 석각 유훈의 내용과 해석
석각유훈은 조광윤이 돌에 새겨 자손에게 전한 유언이다. 송왕조의 황제가 즉위를 하면 반드시 이것을 보는 것이 풍습이 되었다고 한다. 그 존재는 극비였고, 궁중에서만 전해져 내려와 정해진 사람들 이외에는 재상조차 알지 못하였다고 한다. 금군의 침입으로 황궁이 점령되어 발견되었고, 처음으로 그 존재가 표면화되었다.
거기에 새겨져 있는 유훈은 다음의 두 가지이다.
- 조광윤에게 황위를 선양해준 시씨 가문의 자손을 대대로 돌봐 주어라.
- 뜻이 맞지 않다고 사대부를 죽여서는 안 된다.

이 두 개의 유훈이 지켜진 것은 시씨의 자손이 남송이 멸망한 애산 전투에서 운명을 함께 한 것과, 정쟁으로 실각한 관료(신법, 구법의 다툼. 사마광과 진회)가 처형되지 않고 정국의 변화에 의해 좌천되었다 중앙에 복귀하는 것으로 증명하고 있다. 위에 나온 시씨 가문에 대한 맹약과 당시 사대부들의 영향력을 이 유훈은 말해 주고 있다.

### 생애 후반
거란족의 정벌을 단행하였으나 끝내 실패하였다. 976년 10월, 태조는 병으로 자리에 눕게 되어 동생 조광의를 불러 대리청정을 시켰다.
976년 11월 북벌을 계획하던 중 갑자기 사망하였다. 당시 그의 나이는 49세였다. 그러나 조광윤의 사후 내부 정변에 의해 그의 적자들이 제거되고 그의 친동생인 조광의가 제위를 계승하였다. 이를 두고 일각에서는 조광의가 조광윤을 독살했다는 의혹이 제기되기도 하였다.

## 재상
| 동중서문하평장사(同中書門下平章事) | 동중서문하평장사(同中書門下平章事) | 동중서문하평장사(同中書門下平章事) | 동중서문하평장사(同中書門下平章事)                                           | 동중서문하평장사(同中書門下平章事) | 동중서문하평장사(同中書門下平章事) | 동중서문하평장사(同中書門下平章事) |
| 순서                               | 이름                               | 재임기간                           | 칭호                                                                         | 자(字)                             | 봉호                               | 시호                               |
| ---------------------------------- | ---------------------------------- | ---------------------------------- | ---------------------------------------------------------------------------- | ---------------------------------- | ---------------------------------- | ---------------------------------- |
| 1                                  | 범질 (范質)                        | 960년 ~ 964년                      | 소문관대학사(昭文館大學士)                                                   | 문소 (文素)                        | 노국공 (魯國公)                    | -                                  |
| 2                                  | 왕부 (王溥)                        | 960년 ~ 964년                      | 감수국사(監修國史)                                                           | 제물 (齊物)                        | 기국공 (祁國公)                    | 문헌 (文獻)                        |
| 3                                  | 위인포 (魏仁浦)                    | 960년 ~ 964년                      | 집현전대학사(集賢殿大學士)                                                   | 도제 (道濟)                        | -                                  | 선의 (宣懿)                        |
| 4                                  | 조보 (趙普)                        | 964년 ~ 973년                      | 집현전대학사(集賢殿大學士) ↓ 감수국사(監修國史) ↓ 소문관대학사(昭文館大學士) | 칙평 (則平)                        | 한왕 (韓王)                        | 충헌 (忠獻)                        |
| 5                                  | 설거정 (薛居正)                    | 973년 ~ 976년                      | 참지정사(參知政事) ↓ 감수국사(監修國史)                                      | 자평 (子平)                        | -                                  | 문혜 (文惠)                        |
| 6                                  | 심의륜 (沈義倫)                    | 973년 ~ 976년                      | 집현전대학사(集賢殿大學士)                                                   | 순의 (順宜)                        | -                                  | 공혜 (恭惠)                        |

## 존호, 시호, 묘호
<송사(宋史)>에 따르자면, 존호는 963년 쯤에 응천광운인성문무지덕황제(應天廣運仁聖文武至德皇帝)라는 호를 받았으며, 968년 11월 경에 존호를 개정,가상하여 응천광운대성신무명도지덕인효황제(應天廣運大聖神武明道至德仁孝皇帝)라는 호를 받았다.
시호는 사후에 영무성문신덕황제(英武聖文神德皇帝)로 추시하였고, 진종 때인 1008년에 시호를 가상하여 계운입극영무예문신덕성공지명대효황제(啓運立極英武睿文神德聖功至明大孝皇帝)로 추시하였다. 묘호는 태조(太祖)이고, 능은 영창릉(永昌陵)이다.

## 가족 관계

### 조부모와 부모
- 조부 : 익조(翼祖) 간공황제(簡恭皇帝) 조경(趙敬)
- 조모 : 간목황후(簡穆皇后) 유씨(劉氏)
- 부친 : 선조(宣祖) 소무황제(昭武皇帝) 조홍은(趙弘殷)
- 모친 : 소헌황후(昭憲皇后) 두씨(杜氏)

### 형제
- 형님 : 조왕(曹王) 조광제(趙光濟)
- 동생 : 송 태종(宋太宗) 조광의(趙光義)
- 동생 : 위도왕(魏悼王) 조정미(趙廷美) (947년 ~ 984년) - 이복 동생.
- 동생 : 지왕(岐王) 조광찬(趙光贊）

### 황후
| 봉호           | 시호                | 이름(성씨) | 별칭  | 재위년도      | 생몰년도      | 국구(장인/장모)                                                                | 능묘            | 비고  |
| -------------- | ------------------- | ---------- | ----- | ------------- | ------------- | ------------------------------------------------------------------------------ | --------------- | ----- |
| 군부인(郡夫人) | 효혜황후 (孝惠皇后) | 하씨(賀氏) | [ 2 ] | (추존)        | 929년 ~ 958년 | 하경사(賀景思)                                                                 | 안릉 (安陵)     | [ 3 ] |
| 황후(皇后)     | 효명황후 (孝明皇后) | 왕씨(王氏) | [ 4 ] | 960년 ~ 964년 | 942년 ~ 964년 | 창덕군절도사(彰德軍節度使) 왕요(王饒)                                          | 안릉 (安陵)     |       |
| 황후(皇后)     | 효장황후 (孝章皇后) | 송씨(宋氏) | [ 5 ] | 968년 ~ 976년 | 952년 ~ 994년 | 형국장혜공(邢國莊惠公) 송악(宋偓) 후한(後漢) 진국장공주(秦國長公主) 유씨(劉氏) | 영창릉 (永昌陵) |       |

### 황자
| - | 봉호       | 시호       | 이름           | 생몰년도      | 생모          | 자식    | 별칭  | 비고    |
| - | ---------- | ---------- | -------------- | ------------- | ------------- | ------- | ----- | ------- |
| 1 | 등왕(滕王) | 혜(慧)     | 조덕수(趙德秀) |               | 효혜황후 하씨 |         |       | 요절함. |
| 2 | 연왕(燕王) | 의(懿)     | 조덕소(趙德昭) | 951년 ~ 979년 | 효혜황후 하씨 | 5남     | [ 6 ] |         |
| 3 | 서왕(舒王) |            | 조덕림(趙德林) |               | 효혜황후 하씨 |         |       | 요절함  |
| 4 | 진왕(秦王) | 강혜(康惠) | 조덕방(趙德芳) | 959년 ~ 981년 | 효명황후 왕씨 | 3남 1녀 | [ 7 ] |         |

### 황녀
| - | 봉호(공주)                  | 봉호(제희)                  | 시호                  | 이름 | 생몰년도   | 생모          | 부마                                      | 별칭   | 비고   |
| - | --------------------------- | --------------------------- | --------------------- | ---- | ---------- | ------------- | ----------------------------------------- | ------ | ------ |
| 1 | 위국대장공주 (魏國大長公主) | 현숙대장제희 (賢肅大長帝姬) | 현숙(賢肅)            |      | ? ~ 1008년 | 효혜황후 하씨 | 하중부윤(河中府尹) 왕승연(王承衍)         | [ 8 ]  |        |
| 2 | 노국대장공주 (魯國大長公主) | 현정대장제희 (賢靖大長帝姬) | 현정(賢靖)            |      | ? ~ 1009년 | 효혜황후 하씨 | 서평군개국공(西平郡開國公) 석보길(石保吉) | [ 9 ]  |        |
| 3 | 진국대장공주 (陳國大長公主) | 현혜대장제희 (賢惠大長帝姬) | 정혜(貞惠) 공혜(恭惠) |      | ? ~ 999년  |               | 길주자사(吉州刺史) 위함신(魏咸信)         | [ 10 ] |        |
| 4 | 신국대장공주 (申國大長公主) | 안혜대장제희 (安惠大長帝姬) |                       |      |            |               |                                           |        | 요절함 |
| 5 | 성국대장공주 (成國大長公主) | 현혜대장제희 (顯惠大長帝姬) |                       |      |            |               |                                           |        | 요절함 |
| 6 | 영국대장공주 (永國大長公主) | 선혜대장제희 (宣惠大長帝姬) |                       |      |            |               |                                           |        | 요절함 |

## 기년
| 태조        | 원년            | 2년        | 3년        | 4년                 | 5년        | 6년        | 7년        | 8년        | 9년                 | 10년       |
| ----------- | --------------- | ---------- | ---------- | ------------------- | ---------- | ---------- | ---------- | ---------- | ------------------- | ---------- |
| 서력 (西曆) | 960년           | 961년      | 962년      | 963년               | 964년      | 965년      | 966년      | 967년      | 968년               | 969년      |
| 간지 (干支) | 경신(庚申)      | 신유(辛酉) | 임술(壬戌) | 계해(癸亥)          | 갑자(甲子) | 을축(乙丑) | 병인(丙寅) | 정묘(丁卯) | 무진(戊辰)          | 기사(己巳) |
| 연호 (年號) | 건륭(建隆) 원년 | 2년        | 3년        | 4년 건덕(乾德) 원년 | 2년        | 3년        | 4년        | 5년        | 6년 개보(開寶) 원년 | 2년        |
| 태조        | 11년            | 12년       | 13년       | 14년                | 15년       | 16년       | 17년       |            |                     |            |
| 서력 (西曆) | 970년           | 971년      | 972년      | 973년               | 974년      | 975년      | 976년      |            |                     |            |
| 간지 (干支) | 경오(庚午)      | 신미(辛未) | 임신(壬申) | 계유(癸酉)          | 갑술(甲戌) | 을해(乙亥) | 병자(丙子) |            |                     |            |
| 연호 (年號) | 3년             | 4년        | 5년        | 6년                 | 7년        | 8년        | 9년        |            |                     |            |

## 평가
정변으로 집권하였으나 전임 국가의 황제인 후주의 시종훈을 살해하지 않고 도리어 그의 생명을 지켜주었다. 그리고 석각유훈을 비롯, 자신의 유언을 통해서 시씨의 자손을 보호할 것을 유지로 남겼다. 이는 뒤에 주자로부터 덕망높은 군주로 칭송을 받았는데 이는 후대의 학자들도 별 이의없이 받아들이고 있다. 그의 배려에 감읍한 시씨의 후손들은 1279년 애산 전투에서 송조의 유신들과 함께 몽골에 맞서 싸우다가 함께 전사한다.

## 기타
그는 술을 좋아하였는데 이는 만년에 간질환과 과로로 쓰러지는 등의 후유증을 초래하였다. 일각에서는 그의 애주가 그의 병을 키웠고, 사망의 원인이 되었다고도 본다.
효명황후 왕씨는 비파와 쟁을 타는 실력이 뛰어났다한다.

### 독살설
976년 북벌을 계획하던 중 갑자기 세상을 떠났다. 그리고 그가 사망한 뒤 그의 아들 덕소와 덕방은 알 수 없는 이유로 최후를 맞이했다. 이를 두고 제위를 은연중에 넘보던 그의 친동생 조광의가 쿠데타를 일으켜 그를 독살하였다는 의혹이 제기되기도 했다. 조광윤의 두 아들 덕소와 덕방은 조광의에 의해 제거되었다.

### 화예부인
후촉을 멸망시킨 뒤 후촉의 왕이었던 맹창 내외를 포로로 사로잡아 귀환했다. 뒤에 맹창이 죽자 송태조는 화예부인이 사작(詞作)에 능함을 전해 들었기에 그녀를 불러 시를 짓게 했는데 그녀는 당당하게 망국의 한을 읊었다고 전해진다.

君王城上樹降旗 군왕이 성 위에 항복 깃발 세웠다지만

妾在深宮那得知 첩은 깊은 궁에 있어 알 길이 없었네.

十四萬人齊解甲 14만명이 모두 갑옷을 벗었다 하니

寧無一個是男兒 남아는 하나도 없었던 것인가!

오히려 굳은 충정에 크게 감명한 송태조는 그녀를 후궁으로 삼았다. 송태조의 후궁이 된 화예부인은 기회를 노렸다가 조광윤을 죽이려 하였으나 실패하자 스스로 자결하였다.
서씨의 재능과 미모로 조광윤과 그의 동생인 조광의가 서로 질투하여 다투게 만들었다고도 한다. 서씨와 함께 포로로 잡혀오고 맹창이 죽자 더 이상 기다릴 수 없었던 조광윤은 재빨리 서씨를 후궁으로 맞아들였다. 《노여록》(爐餘錄)에 의하면 '촉주가 죽자 곧 태조의 궁으로 들어가 총애를 받았다.'고 묘사되어 있다. 그러나 그가 어찌 알았을까? 동생 조광의도 이 재색을 겸비한 서씨를 노리고 있었다.
서기 976년 겨울 조광윤이 임종이 가까워 침대에 누워 거의 움직이지 못하게 되자 조광의는 서씨에 대한 마음을 행동으로 옮겼다. 한밤중에 조광의는 형 조광윤을 몇번이나 불렀으나 대답이 없자 서씨를 희롱했다. 조광윤이 일어나 이를 알고 분노하여 옥부(옥으로 된 도끼)로 바닥을 내리쳤다. 놀란 황후와 태자가 왔을 때는 이미 임종이 가까워져 있었고, 조광의는 슬그머니 자신의 관저로 돌아갔다. 그리고 조광윤은 세상을 떠난다.

## 같이 보기
- 북송
- 남송
- 진교의 변
- 배주석병권
- 조광의
- 오대 십국
- 혜비 서씨
- 진종
- 효종
- 시영
- 시종훈
- 애산 전투
- 황포가신

## 참고 문헌
- 송사(宋史) 본기(本紀) 권1·권2·권3 태조본기(太祖本紀)
- 자치통감(資治通鑑)
- 속자치통감(續資治通鑑)
- 노여록(爐餘錄)